# سلطنت گلدی
سلطنت گِلِدی (سومالیایی: Saldanadda Geledi) عربی: سلطنة غلدی) که با نام سلسله گوبرون نیز شناخته می‌شود، یک پادشاهی سومالیایی بود که در اواخر قرن هفدهم تا اوایل قرن بیستم بر بخش‌هایی از شاخ آفریقا حکومت می‌کرد. این سلطنت توسط سلسله گوبرون اداره می‌شد. این سلسله توسط ابراهیم آدیر، یک سرباز گلدی که دست‌نشاندگان مختلف سلطنت اجوران را شکست داده بود و گوبرون را به قدرت سیاسی قابل توجهی رسانده بود، بنیاد شد.
پس از او، سلطان محمود ابراهیم قدرت سلطنت را تثبیت کرد و در زمان سلطان یوسف محمود ابراهیم، این سلسله به اوج خود رسید. یوسف محمود ابراهیم با فتح باردیرا در سال ۱۸۴۳، اقتصاد گلدی را مدرنیزه کرد و تهدیدات منطقه‌ای را از بین برد. او از سعید بن سلطان، حاکم امپراتوری عمان، خراج دریافت کرد که نشان از قدرت و نفوذ گلدی در منطقه دارد.
سلاطین گلدی با سلطنت‌های پاته و ویتو در منطقه موسوم به «سواحل» اتحاد داشتند و روابط منطقه‌ای قوی برقرار کرده بودند. تجارت و قدرت گلدی تا زمان مرگ سلطان مشهور احمد یوسف در سال ۱۸۷۸ همچنان قوی باقی ماند. این سلطنت در نهایت در سال ۱۹۱۱ به سومالی‌لند ایتالیا ضمیمه شد.

## خاستگاه
در پایان سدهٔ هفدهم، سلطنت اجوران در حال زوال بود و دست‌نشاندگان مختلف در حال رهایی یا جذب شدن توسط قدرت‌های جدید سومالی بودند. یکی از این قدرت‌ها سلطنت سیلسیس بود که شروع به تثبیت حکومت خود بر منطقه آفگویه کرد. ابراهیم آدیر رهبری شورش علیه حاکم سیلسیس، عمر ابرونه، و دختر ستمگرش، پرنسس فی، را بر عهده داشت. ابراهیم پس از پیروزی بر سیلسیس، خود را سلطان اعلام کرد و متعاقباً سلسله گوبرون را تأسیس کرد.
سلطنت گلدی یک پادشاهی رهانوین بود که توسط گلدی نجیب اداره می‌شد و بر رودخانه جوبا و رود شبیلی در داخل و ساحل بنادیر تسلط داشت. سلطنت گلدی به اندازه کافی قدرت داشت که اعراب جنوبی را مجبور به پرداخت خراج کند.
اشراف گلدی ادعای‌تبار از ابادیر عمر الرضا را دارند. او سه برادر دیگر به نام‌های فخر و دو نفر دیگر داشت که نام آنها به‌طور متفاوتی به عنوان شمس، عمودی، الهی و احمد ذکر شده است. آنها با هم به عنوان Afarta Timid، «چهار نفری که آمدند» شناخته می‌شدند که نشان دهنده خاستگاه آنها از عربستان است. ادعاهای‌تبار از عربستان عمدتاً به دلایل مشروعیت بود.

## دیوان‌سالاری

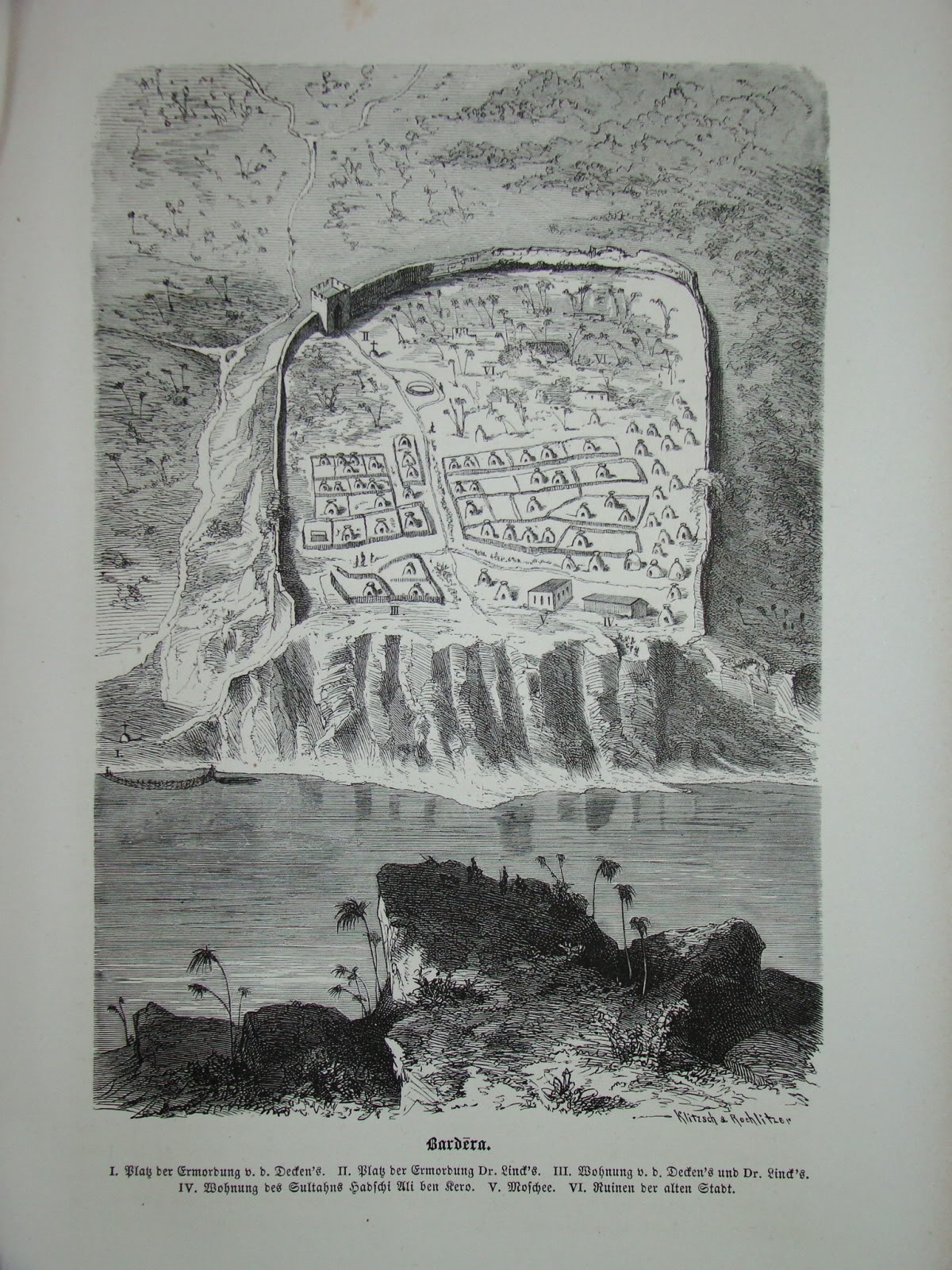
نمایی از باردیرا ارگ در اواسط دهه ۱۸۰۰ توسط بارون کارل کلاوس فون در دکن.

سلطنت گلدی در طول موجودیت خود یک قدرت متمرکز قوی اعمال می‌کرد و دارای تمام نهادها و ویژگی‌های یک دولت مدرن یکپارچه بود: یک دستگاه اداری کارآمد، یک اشرافیت موروثی، اشراف با عنوان، یک نظام مالیاتی، سیاست خارجی، یک پرچم دولتی و همچنین یک ارتش دائمی. این سلطنت بزرگ همچنین سوابق مکتوبی از فعالیت‌های خود را نگهداری می‌کرد که هنوز در موزه‌ها وجود دارد.
پایتخت سلطنت گلدی در آفگویه بود که حاکمان در آن اقامت داشتند. این پادشاهی تعدادی قلعه و استحکامات با معماری‌های مختلف در مناطق مختلف قلمرو خود داشت، از جمله یک قلعه در لوک و یک ارگ در باردیرا.
در اوج قدرت خود، سلطنت تمام سرزمین‌های رحنوین در سومالی امروزی را تحت پوشش داشت. این همان چیزی است که برخی از آن به عنوان کنفدراسیون گلدی یاد می‌کنند. این کنفدراسیون تنها به قبایل دِگِل و مرفل محدود نبود، بلکه شامل سایر سومالیایی‌ها مانند بیمل، شیکال و وعدان نیز می‌شد. برای حکمرانی بر چنین سلطنت متنوعی، حکام سیاستی از اداره غیرمستقیم و انعطاف‌پذیر را پیش گرفتند. آنها به رؤسای قبایل، امامان، شیخ‌ها (شخصیت‌های مذهبی) و اخیارها (بزرگان برجسته) جامعه اجازه می‌دادند نقش‌های مهمی در اداره سلطنت ایفا کنند. حکام گلدی نه تنها سران سیاسی سلطنت بودند، بلکه به عنوان رهبران مذهبی نیز شناخته می‌شدند. اخیارها بزرگانی بودند که مواردی مانند قتل‌ها را حل و فصل می‌کردند و پس از حکم‌گیری سوره فاتحه می‌خواندند. در صورت وقوع بی‌عدالتی بین دو گروه نسبی، جلسه‌ای به نام گوگول بین اخیار هر دو طرف برگزار می‌شد.

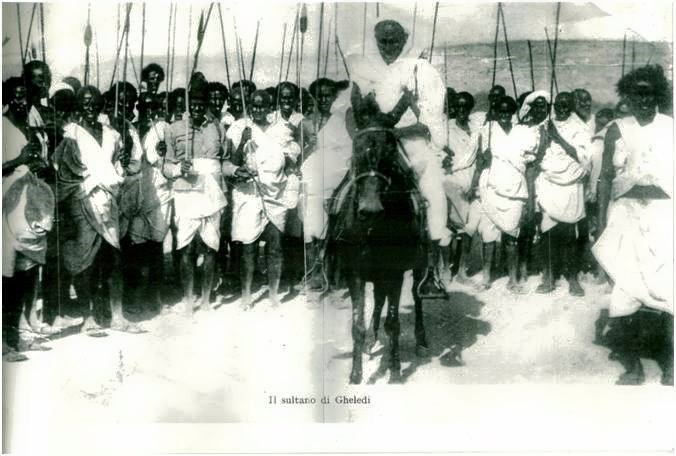
سلطان عثمان احمد (سوار بر اسب) و سربازان مملوک او

سلطان یک گارد محافظ متشکل از بردگان مسلح داشت که او را از آسیب محافظت می‌کردند. اول هی واسطه‌های او بین زیر شاخه‌های گلدی بودند و دستورات و نیات او را در مسائل مختلف دریافت می‌کردند. نماد قدرت سلطان، عمامه‌اش بود که توسط بزرگان برجسته خاندان ابی‌کارو بر سرش گذاشته می‌شد.
تقسیم قدرت روشن نیز در سیاست‌های سلطان گلدی مشهود بود که مناطق خاصی از سلطنت را به خویشاوندان نزدیک خود محول می‌کرد که خود دارای نفوذ قابل توجهی بودند. اداره سلطان احمد یوسف به این شکل توسط مجلس عوام بریتانیا توصیف شده است:
قبیله سومالی رُه‌وینا. رئیس این قبیله و سایر قبایل پشت برافا، مرکه و موگادیشو، احمد یوسف است که در گَلْهِد، یک روز راه یا کمتر از شهر آخر زندگی می‌کند. دو روز بیشتر به سمت داخل، دافرت قرار دارد، شهری بزرگ که توسط اویکا حاجی، برادر او، اداره می‌شود. این‌ها شهرهای اصلی رُه‌وینا هستند. در فاصله چهار، پنج و شش ساعت به ترتیب از مرکه (سومالی)، شهرهای گلووین (گول‌وین)، بولو ماریِرتا و اَدرمو قرار دارند که توسط ابوبکر یوسف، برادر دیگر او اداره می‌شوند، کسی که گرچه به صورت اسمی تحت دستورات رئیس نامبرده اول قرار دارد، اما به صورت مستقل خراج می‌گیرد و با فرمانداران مرکه و باراوا به‌طور مستقیم مذاکره می‌کند. او با حدود ۲٬۰۰۰ سرباز که بیشتر برده بودند، در بولو ماریرتا اقامت دارد؛ شهرهای گلووین که او اغلب به آنجا سر می‌زند و اَدرمو توسط سومالیایی‌ها که محصولات کشاورزی و دام پرورش می‌دهند، اشغال شده‌اند و با مرکه تجارت گسترده‌ای دارند. برادر سلطان احمد یوسف، ابوبکر یوسف زمین‌های مقابل بنادر برافا و مرکه را مدیریت می‌کرد و همچنین از باراوا خراج دریافت می‌کرد. این ابوبکر یوسف عادت داشت که پیام‌رسان‌هایی به برافا بفرستد تا خراج بگیرد و از آنجا حدود ۲۰۰۰ دلار در سال دریافت می‌کرد.
در دوره تقسیم آفریقا بین دهه ۱۸۸۰ و جنگ جهانی اول، گلدی از شمال به اوگادن محدود بود که بعدها یک دولت واسال نیمه‌مستقل از حبشه شد، از شرق به سلطنت هوبیو و اجاره‌نشینی ایتالیایی‌های بنادر، و از جنوب به تحت‌الحمایه شرق آفریقای بریتانیا.

## اقتصاد

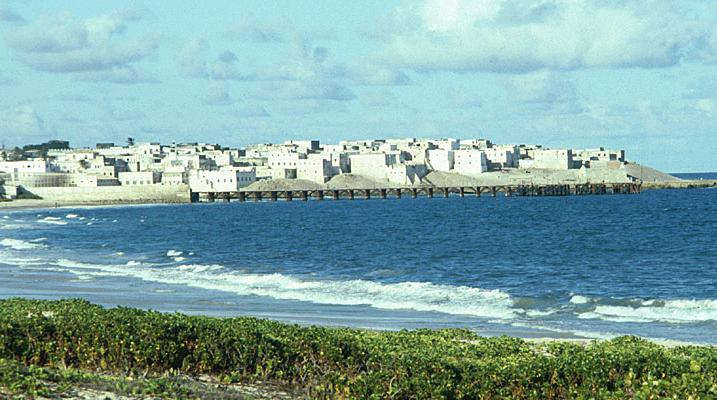
باراوا بندر اصلی و مرکز اسلامی برای سلطنت گلدی بود.

سلطنت گلدی یک شبکه تجاری گسترده داشت و با شبه‌جزیره عربستان، ایران، هند، خاور نزدیک، اروپا و زبان سواحلی تجارت می‌کرد و بر تجارت شرق آفریقا تسلط داشت. آنها همچنین واحد پولی خود را ضرب می‌کردند و به عنوان یک قدرت منطقه‌ای قدرتمند شناخته می‌شدند.
در مورد گلدی، ثروت نه تنها از طریق کشاورزی بازار که از دره‌های رود شبیلی و رودخانه جوبا بهره‌برداری می‌شد، بلکه از تجارت برده و سایر تجارت‌ها مانند عاج، پنبه، آهن، طلا و بسیاری دیگر از کالاها به اشراف و سلطنت می‌رسید. به‌طور کلی، آنها همچنین دام‌هایی مانند گاو، گوسفند، بز و مرغ پرورش می‌دادند.
در آغاز قرن نوزدهم، دودمان گبرون اعتبار دینی خود را به قدرت سیاسی چشمگیری تبدیل کرده بود و به عنوان حاکمان یک دولت متمرکز و ثروتمند به رسمیت شناخته می‌شدند. همان‌طور که قبلاً ذکر شد، بخش عمده‌ای از ثروت آن‌ها مبتنی بر کنترل زمین‌های حاصلخیز ساحلی بود. با استفاده از نیروی کار برده که از طریق بنادر ساحلی به دست آمده بود، گلدی‌ها به‌تدریج پایگاه اقتصادی خود را از وابستگی سنتی به دامداری و کشاورزی معیشتی به کشاورزی مزارع و تولید محصولات نقدی نظیر غلات، پنبه، ذرت، سورگوم و انواع میوه‌ها و سبزیجات، به ویژه موز، انبه، نیشکر، پنبه، گوجه‌فرنگی، کدو و محصولات دیگر تغییر دادند. این منطقه توسط مسیرهای تاریخی کاروان‌ها گذر می‌کرد. تجارت در رودخانه‌ها نیز به بنادر ساحلی و بازارهای داخلی متصل بود. در این دوره، تولیدات کشاورزی سومالی به بازارهای شبه‌جزیره عربستان آنقدر زیاد بود که ساحل جنوب سومالی به عنوان ساحل غلات یمن و عمان شناخته شد.
آفگویه، مرکز سلطان، یک شهر بسیار ثروتمند و بزرگ بود. آفگویه صنایعی پررونق مانند نساجی، کفاشی، ظروف غذاخوری، جواهرسازی و سفالگری داشت و محصولات مختلفی تولید می‌کرد. آفگویه محل تقاطع کاروان‌هایی بود که پرهای شترمرغ، پوست پلنگ و آلوئه‌ورا را در ازای پارچه‌های خارجی، شکر، خرما و اسلحه مبادله می‌کردند. آن‌ها دام‌های متعددی برای گوشت، شیر و روغن تهیه می‌کردند. کشاورزان آفگویه مقدار زیادی میوه و سبزیجات تولید می‌کردند.
بازرگانان آفگویه به ثروت خود می‌بالیدند؛ یکی از ثروتمندترین آن‌ها گفت:
Moordiinle iyo mereeyey iyo mooro lidow, maalki jeri keenow kuma moogi malabside. تمام ثروت موردینله، مرئییه و حصارهای لیدو را بیاورید، من به سختی متوجه آن می‌شوم.

## سپاهیان

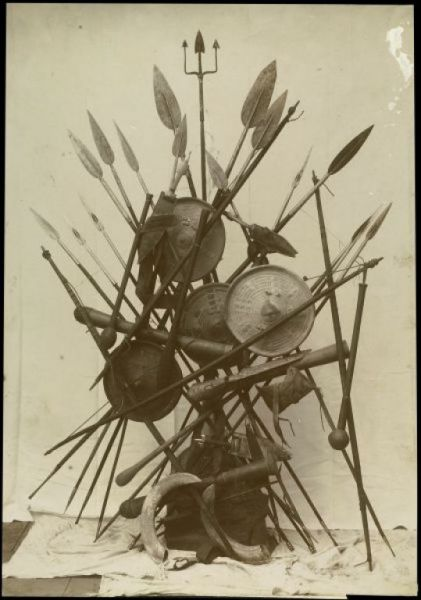
سلاح‌ها و ابزارهای سنتی گلدی/رحنوین

ارتش گلدی در زمان صلح حدود ۲۰٬۰۰۰ مرد داشت و در زمان جنگ به حداکثر ۵۰٬۰۰۰ نفر می‌رسید. فرمانده کل قوای ارتش سلطان و برادرش بودند که به نوبه خود زیر نظر ملاخها و گرادها بودند. ارتش از طریق تاجران سومالیایی سواحل که کنترل صنایع جنگ‌افزاری شرق آفریقا را در اختیار داشتند، با تفنگ گلوله‌زنی و توپ (جنگ‌افزار) تأمین می‌شد.
بهترین نژاد اسب‌ها در لوق پرورش داده می‌شد و پس از بلوغ به ارتش ارسال می‌شد. این اسب‌ها عمدتاً برای مقاصد نظامی استفاده می‌شدند و استحکامات سنگی متعددی برای پناه دادن به ارتش در مناطق داخلی و ساحلی ساخته شده بود. در هر استان، سربازان تحت نظارت فرمانده‌ای نظامی به نام ملاخ بودند و مناطق ساحلی و تجارت اقیانوس هند توسط یک نیروی دریایی قدرتمند محافظت می‌شد.

## جامعه
جامعه گلدی به سه بخش تقسیم می‌شود: اشراف، عوام و بردگان (با استفاده از اصطلاحاتی که هلندر استفاده کرده است). هر یک از این طبقات از چندین گروه تبار تشکیل شده‌اند که فدراسیون آن‌ها دولت گلدی را تشکیل داده است؛ این تبارها به دو طایفه تقسیم می‌شوند: تولوین و یبدعله که هر کدام در بخش خود از شهر زندگی می‌کنند. در جامعه قدیمی، اشراف گروه حاکم بودند اما به حمایت تبارهای عوام وابسته بودند.

### اشراف
بخش اشرافی جامعه متعلق به حاکمان بود. با این حال، همه اعضای قبیله گلدی نیز به عنوان اشراف شناخته می‌شدند، هرچند که اکثریت آن‌ها حاکم نبودند. اشرافیت منحصر به قبیله گلدی نبود، زیرا در بسیاری از مناطق قلمرو گلدی حاکمانی بودند که به قبیله گلدی تعلق نداشتند.

### عوام
عوام شامل شهروندان عادی بودند که عمدتاً از سومالیایی‌های غیر گلدی تشکیل می‌شدند و به‌طور سنتی شامل ساکنان شهری، کشاورزان، عشایر دامدار و همچنین مقامات، بازرگانان، مهندسان، دانشمندان، سربازان، صنعتگران، کارگران بندر و سایر مشاغل مختلف بودند. عوام اکثریت در پادشاهی بودند و به‌عنوان برابر با دیگران رفتار می‌شدند.

### بردگان
بردگان عمدتاً از تبار بانتو بودند و برای کار کشاورزی استفاده می‌شدند. مردان به عنوان کارگران کشاورزی تحت هدایت صاحبان کشاورز خود کار می‌کردند و برخی در ساخت‌وساز به سرپرستی مهندسان مشغول بودند. آن‌ها همچنین در ارتش به کار گرفته می‌شدند و از سایر بخش‌های ارتش گلدی جدا شده و به‌عنوان مملوک، به معنای سرباز برده، شناخته می‌شدند. زنان به عنوان خدمتکاران خانگی کار می‌کردند و وظایف مختلف خانگی مانند پخت‌وپز، تمیز کردن، شست‌وشو، مراقبت از کودکان و سالمندان و سایر امور خانه را انجام می‌دادند. به‌عنوان یک قانون نانوشته، هر نوع رابطه جنسی با آن‌ها تحقیرآمیز تلقی می‌شد و از نظر جذابیت نیز پایین‌تر از دیگران شمرده می‌شدند.
بردگان بانتو منحصر به بردگی نبودند. مردم اورومو نیز گاهی در جریان حملات و جنگ‌ها به بردگی گرفته می‌شدند. با این حال، تفاوت‌های قابل توجهی در نحوه برداشت، تصرف، رفتار و وظایف بردگان اورومو در مقایسه با بردگان بانتو وجود داشت. به‌صورت فردی، اوروموها توسط سومالیایی‌های اسیرکننده خود به‌عنوان نژاد پایین‌تر دیده نمی‌شدند. با این‌که اوروموها همان وظایف بانتوها را انجام می‌دادند، رفتار با آن‌ها یکسان نبود. خوشبخت‌ترین مردان به‌عنوان مقامات یا محافظان حاکم و امیران یا مدیران تجاری برای بازرگانان ثروتمند کار می‌کردند. آن‌ها از آزادی شخصی قابل توجهی برخوردار بودند و گاهی اوقات خود نیز برده‌هایی داشتند. به دلیل زیبایی‌شان و این‌که به‌عنوان شریکان جنسی مشروع در نظر گرفته می‌شدند، بسیاری از زنان اورومو به همسران یا صیغه‌های صاحبان سومالیایی خود تبدیل می‌شدند، در حالی که برخی به‌عنوان خدمتکاران خانگی کار می‌کردند. زیباترین آن‌ها اغلب از سبک زندگی ثروتمندی برخوردار بودند و به معشوقه‌های نخبگان یا حتی مادران حاکمان تبدیل می‌شدند.